# Kanton Lunel
Lunel is een kanton van het Franse departement Hérault. Het kanton maakt deel uit van het arrondissement Montpellier.

## Gemeenten

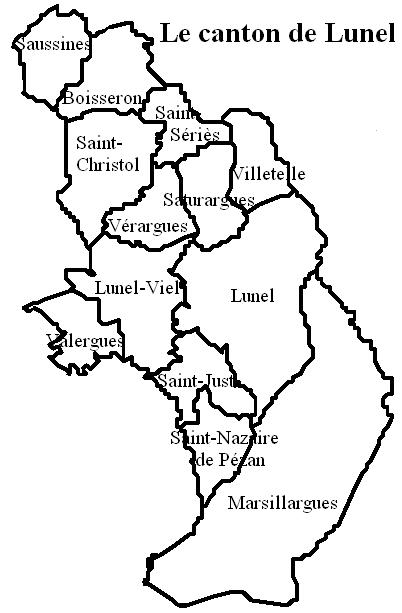
Ligging van gemeenten in het kanton tot 2014

Het kanton Lunel omvatte tot 2014 de volgende 13 gemeenten:
- Boisseron
- Lunel (hoofdplaats)
- Lunel-Viel
- Marsillargues
- Saint-Christol
- Saint-Just
- Saint-Nazaire-de-Pézan
- Saint-Sériès
- Saturargues
- Saussines
- Valergues
- Vérargues
- Villetelle

Na de herindeling van de kantons door het decreet van 26 februari 2014, met uitwerking op 22 maart 2015, omvatte het kanton 15 gemeenten.
Op 1 januari 2019 werden de gemeenten Saint-Christol en Vérargues samengevoegd tot de fusiegemeente commune nouvelle Entre-Vignes.
Sindsdien omvat het kanton volgende 14 gemeenten:
- Boisseron
- Campagne
- Entre-Vignes
- Galargues
- Garrigues
- Lunel
- Lunel-Viel
- Marsillargues
- Saint-Just
- Saint-Nazaire-de-Pézan
- Saint-Sériès
- Saturargues
- Saussines
- Villetelle